# Кемаль Стафа (стадіон)
Стадіон Кемаля Стафа в Тирані (алб. Stadiumi Qemal Stafa) — головна спортивна споруда Албанії. Свою назву стадіон отримав на честь національного героя Другої світової війни, засновника Албанської комуністичної партії Кемаля Стафа. Будівництво було розпочато в 1939 році, але відкритий він був тільки в 1946 році. Примітно, що навіть під час фашистської окупації стадіон продовжував будуватися.
Максимально містким «Qemal Stafa Stadium» був в 1974 році, коли його трибуни вміщували до 35 000 глядачів. У теперішній же час стадіон має 19 700 посадочних місць. Стадіон Кемаля Стафа — це багатоцільовий стадіон, але в основному використовується для проведення футбольних матчів. Так, своїх суперників тут приймає національна збірна Албанії, а також місцеві футбольні клуби «Тирана» і «Динамо».